# Anno 2205
Anno 2205 es videojuego que se basa principalmente en la Construcción de ciudades, acompañado con elementos de estrategia en tiempo real y de un simulador económico. Desarrollado por Ubisoft Blue Byte y publicado por Ubisoft. Es el sexto juego de la saga Anno y fue lanzado en todo el mundo el 3 de noviembre de 2015. El juego es una secuela del Anno 2070 por lo que también está ambientado en el futuro, aunque en esta ocasión se añade la oportunidad de establecer una colonia en la Luna.

## Descripción
Anno 2205 es un videojuego de índole futurista, similar al Anno 2070, a diferencia de las entregas anteriores que se basan en un contexto histórico. En el juego, el jugador asume el papel de un líder de una corporación y debe competir con otras empresas por el desarrollo de nuevas tecnologías. Al principió, el jugador tiene la tarea de construir diferentes ciudades en la Tierra, aumentando la población y satisfaciendo las necesidades de sus ciudadanos. Además de la construcción de edificios residenciales, también se debe producir bienes y construir infraestructuras para que los robots puedan mantener la estabilidad económica. Al igual que en el SimCity, el jugador puede añadir mejoras a los edificios ya construidos. Los ciudadanos satisfechos producen más bienes. Finalmente, luego de un proceso de largo desarrollo e investigaciones en la Tierra, el jugador tiene la oportunidad de colonizar la Luna y construir ciudades dentro de sus cráteres. Aquí se encuentran recursos como el Helio-3 que son vitales para el desarrollo de las ciudades en la Tierra. Las colonias lunares requieren otro tipo de gestión ya que las condiciones son más severas que en el planeta hogar. Anno 2205 también incluye un ciclo día-noche, a diferencia de su predecesor.
El juego también introduce en la sesión un modo que permite al jugador a controlar y administrar sus ciudades en la Tierra y la Luna al mismo tiempo. Los recursos varían en cada sesión por lo que el jugador deberá configurar las rutas comerciales para que los recursos de una ciudad puedan ser explotados por otra. En esta ocasión, las ciudades son cinco veces más grandes que en la de los juegos predecesores. Tanto la contaminación como los submarinos, novedades del Anno 2070, han sido removidas en esta entrega debido a la adición de la Luna como entorno jugable. Se pueden construir puentes para conectar ciudades, mientras que los edificios pueden actualizarse a través de diferentes módulos. Al finalizar, los edificios pueden producir más bienes.
La información en Anno 2205 se presenta visualmente en lugar de utilizar texto como en anteriores entregas. Las demandas de los ciudadanos aparecen como imágenes o iconos. La felicidad de cada ciudadano influye en sus acciones, por ejemplo si son felices, se los puede ver recorriendo la ciudad o por el contrario, si están descontentos, pueden abandonar su casa. Múltiples ángulos en la cámara están disponibles para el jugador. También a partir de ahora los jugadores no están obligados a seguir la historia y completar las misiones.
Las batallas navales ya no ocurren cerca de las ciudades. La expansión de la IA ha sido removida.
A partir de la actualización 1.6, cada corporación puede ingresas en la Bolsa de valores. Esto agrega otro nivel de juego en forma de acciones y subastas para todos el jugador y sus rivales. Permite el espionaje y dominación y la monopolización de diversos sectores industriales.

## Requisitos
|                 | Mínimos                                                                                             | Recomendados                                                                                        |
| CPU             | Intel Core i5 750 2.6GHz / AMD Phenom II X4 3.2GHz                                                  | Intel Core i5 3470 / AMD X8 FX-8350                                                                 |
| RAM             | 4GB                                                                                                 | 8GB                                                                                                 |
| SO              | Windows 10 (64-bit) / Windows 8.1 (64-bit) / Windows 8 (64-bit) / Windows 7 Service Pack 1 (64-bit) | Windows 10 (64-bit) / Windows 8.1 (64-bit) / Windows 8 (64-bit) / Windows 7 Service Pack 1 (64-bit) |
| Tarjeta gráfica | NVIDIA GeForce GTX460 / AMD Radeon HD 5870                                                          | NVIDIA GeForce GTX 680 / AMD Radeon HD 7970                                                         |

## Desarrollo
Ubisoft Blue Byte reveló después del Anno 2070 que gracias a la aclamada crítica, la franquicia tomaría una nueva dirección, orientada en seguir en el futuro. El juego ha sido desarrollado por Ubisoft Blue Byte Mainz, que anteriormente se llamaba Related Designs y fue la desarrolladora de Anno 1701 y Anno 1404. El juego no incluye modo multijugador en línea porque los desarrolladores querían que el jugador se concentre en sus propias ciudades y así tener un control completo sobre ellas. También se había anunciado que introdujeron nuevas características para darle un aspecto más fresco y un modo de juego más ágil a comparación con las anteriores entregas.
Anno 2205 fue anunciado durante la Conferencia de Ubisoft en la Electronic Entertainment Expo 2015, sumado a un pase de temporada. El juego completo más el contenido adicional se encuentran incluidos en la Gold Edition of 2205. Las personas que preordenaron el juego se ganaron el acceso a una Beta cerrada. Sin embargo, la beta cerrada fue cancelada y en su lugar, la empresa les regalo un Bonus que incluía un comando de un skin exclusivo para los navíos.
El juego incluye Contenido descargable. Wildwater Bay es un DLC gratuito que introduce una nueva sesión. La actualización 1.6 incluye el Big Five Pack que añade la opción para que cada corporación pueda entrar en el Mercado de Valores y puedan desbloquear nuevas novedades, y también se reintrodujeron los desastres. Dos nuevas expansiones, llamadas Tundra y Orbit fueron anunciadas, la primera salió el 29 de febrero de 2016 y Orbit el 20 de julio del 2016. El 4 de octubre del 2016 salió el DLC Frontiers que incluye tres nuevos sectores: Madrigal Islands, Savik Province y Greentide Archipelago. Después de que estos DLCs fuesen incluidos en el pase de temporada y hayan recibido comentarios negativos, finalmente los sacaron fuera de él.

## Recepción
El juego recibió opiniones mezcladas, muchos elogiaban sus gráficos y animaciones y la parte criticada fue su nuevo modo de juego, que según decían, "era demasiado simple" en comparación a sus predecesores; también la falta de variedad en los mapas generados al azar y que el combate sea exclusivo para las misiones y el multijugador.